# Diogo Dias
Diogo Dias, còn được gọi là Diogo Gomes, là một nhà thám hiểm người Bồ Đào Nha trong thế kỷ 15. Ông là anh trai của Bartolomeu Dias và đã phát hiện ra một số đảo thuộc quần đảo Cape Verde cùng với António Noli.

## Cùng với Vasco da Gama
Năm 1497 trong chuyến thám hiểm Armadas Bồ Đào Nha đầu tiên tới Ấn Độ, Diogo Dias từng là escrivão (nhân viên bán hàng) trên chiếc <i id="mwFQ">São Gabriel của</i> Vasco da Gama. Dias là một trong những người đưa tin chính giữa Gama và Zamorin của Calicut, và đã từng bị Zamorin bắt làm tù binh khi các cuộc đàm phán trở nên gay gắt. 

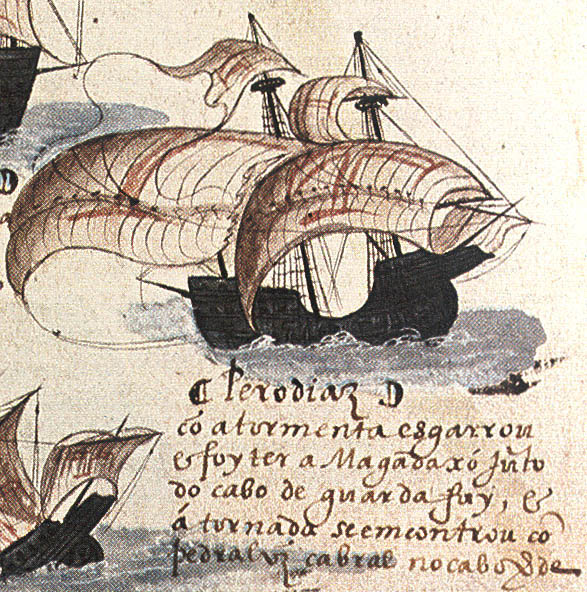
Tàu Diogo Dias, chi tiết từ Memória das Armadas

Năm 1500, Diogo Dias đi cùng với đạo thuyền thứ hai của Pedro Álvares Cabral với tư cách là một trong những thuyền trưởng của hạm đội, với nhiệm vụ mở mang thương mại tại Sofala. Diogo Dias là một trong những người đầu tiên lên bờ trong cuộc khám phá Brazil vào tháng 4 năm 1500. Ông được cho là đã phá bỏ căng thẳng với những người Tupiniquim trên bãi biển bằng cách nhảy một điệu nhảy vui vẻ đầy ngẫu hứng để đệm nhạc cho các ống Tupi.

## Vùng biển mới
Trong một chuyến thám hiểm dọc theo Mũi Hảo Vọng với Pedro Álvares Cabral, tàu của Dias đã tách khỏi hạm đội chính trong chuyến vượt qua Mũi Hảo Vọng. Đi quá xa về phía đông, Dias là người châu Âu đầu tiên nhìn thấy đảo Madagascar và thường được ghi nhận là đã đặt tên đảo São Lourenço, vì nó được tìm thấy vào ngày St. Lawrence (10 tháng 8 năm 1500). Tuy nhiên hòn đảo không phải là không được biết đến: sự tồn tại của nó và tên tiếng Ả Rập, "Đảo mặt trăng", đã được Pêro da Covilhã ghi chép vào năm 1490.
Nỗ lực đi tìm hạm đội chính, Dias đi nhầm qua Mũi Guardafui và vào Vịnh Aden, vùng biển chưa từng được tàu Bồ Đào Nha đi qua. Bị mắc kẹt bởi những cơn gió trái chiều, Dias đã trải qua nhiều tháng đau khổ trong khu vực. Bị tấn công bởi bão và cướp biển, cuối cùng ông phải lên bờ biển Eritrea, tìm kiếm nước và thức ăn cho phi hành đoàn đang chết dần chết mòn. Khi rời khỏi đó, Dias chỉ còn sáu thuyền viên.
Không thể tìm thấy Cabral, con tàu của Diogo Dias dặt dẹo trở về Bồ Đào Nha. Nicolau Coelho, đi đầu đội tiên phong của đoàn thuyền quay về của Cabral, cuối cùng tình cờ gặp Dias tại trạm dừng chân của Bezeguiche (Vịnh Dakar, Sénégal) vào tháng 6 năm 1501. Họ trở về Lisbon cùng nhau.